# Áreas protegidas da Guiné-Bissau
Esta é uma lista de áreas protegidas da Guiné-Bissau, por região, obtida a partir da Base de Dados Mundial de Áreas Protegidas.

## Lista de áreas protegidas
| Nome               | Wikidata  | WDPA   | Tipo           | data de criação ou fundação | Área    | Coordenadas | Categoria do Commons | Imagem | Carrega a tua foto! |
| ------------------ | --------- | ------ | -------------- | --------------------------- | ------- | ----------- | -------------------- | ------ | ------------------- |
| Rio Grande de Buba | Q63353194 | 317051 | área protegida |                             | 1108.46 |             |                      |        | Carregar foto       |

## Bolama
| Nome                    | Wikidata  | WDPA  | Tipo                | data de criação ou fundação | Área     | Coordenadas                  | Categoria do Commons | Imagem | Carrega a tua foto! |
| ----------------------- | --------- | ----- | ------------------- | --------------------------- | -------- | ---------------------------- | -------------------- | ------ | ------------------- |
| Arquipelago dos Bijagos | Q63353195 | 11611 | reserva da biosfera | 1996                        | 10278.97 | 11° 15′ 00″ N, 16° 05′ 00″ O |                      |        | Carregar foto       |

## Oio
| Nome       | Wikidata  | WDPA   | Tipo              | data de criação ou fundação | Área  | Coordenadas | Categoria do Commons | Imagem | Carrega a tua foto! |
| ---------- | --------- | ------ | ----------------- | --------------------------- | ----- | ----------- | -------------------- | ------ | ------------------- |
| Canjambari | Q63353199 | 342659 | reserva de fauna  |                             | 142   |             |                      |        | Carregar foto       |
| Dungal     | Q63353198 | 342658 | reserva florestal |                             | 66.02 |             |                      |        | Carregar foto       |
| Mansoa     | Q63353192 | 342662 | reserva florestal |                             | 91.28 |             |                      |        | Carregar foto       |

## Quinara
| Nome                                | Wikidata  | WDPA   | Tipo            | data de criação ou fundação | Área   | Coordenadas                  | Categoria do Commons | Imagem | Carrega a tua foto! |
| ----------------------------------- | --------- | ------ | --------------- | --------------------------- | ------ | ---------------------------- | -------------------- | ------ | ------------------- |
| Cufada                              | Q63353204 | 342673 | parque nacional |                             | 890    |                              |                      |        | Carregar foto       |
| Lagoa de Cufada                     | Q63353423 | 29806  | sítio Ramsar    | 1990                        | 390.98 |                              |                      |        | Carregar foto       |
| Parque Natural das Lagoas de Cufada | Q6472477  | 33048  | parque natural  | 2000-08-01                  | 890    | 11° 42′ 36″ N, 15° 04′ 46″ O |                      |        | Carregar foto       |
| Xitole                              | Q63353211 | 342663 | área protegida  |                             |        |                              |                      |        | Carregar foto       |

## Região de Bafatá
| Nome                | Wikidata  | WDPA   | Tipo              | data de criação ou fundação | Área  | Coordenadas | Categoria do Commons | Imagem | Carrega a tua foto! |
| ------------------- | --------- | ------ | ----------------- | --------------------------- | ----- | ----------- | -------------------- | ------ | ------------------- |
| Rio Geba/Rio Mansoa | Q63353210 | 11612  | reserva de caça   | 1980                        |       |             |                      |        | Carregar foto       |
| Salifo              | Q63353203 | 342672 | reserva florestal |                             | 72.03 |             |                      |        | Carregar foto       |
| Sumbundo            | Q63353190 | 342660 | reserva florestal |                             | 53.31 |             |                      |        | Carregar foto       |

## Região de Bolama
| Nome                                                 | Wikidata  | WDPA      | Tipo                                           | data de criação ou fundação | Área    | Coordenadas                                               | Categoria do Commons | Imagem | Carrega a tua foto! |
| ---------------------------------------------------- | --------- | --------- | ---------------------------------------------- | --------------------------- | ------- | --------------------------------------------------------- | -------------------- | ------ | ------------------- |
| Archipel Bolama-Bijagós                              | Q63353207 | 555592547 | sítio Ramsar                                   | 2014                        | 10469.5 |                                                           |                      |        | Carregar foto       |
| Bolama - Bijagós                                     | Q63353205 | 145507    | UNESCO-MAB Biosphere Reserve                   | 1996                        | 1012.3  |                                                           |                      |        | Carregar foto       |
| Parque Nacional Marinho João Vieira e Poilão         | Q6206287  | 317052    | parque nacional Parque nacional marinho parque | 2000-08-01                  | 495     | 10° 57′ 02″ N, 15° 42′ 43″ O 10° 57′ 02″ N, 15° 42′ 55″ O |                      |        | Carregar foto       |
| Parque Nacional de Orango                            | Q7099832  | 33047     | parque nacional parque                         | 2000-08-01                  | 1582.35 | 11° 07′ N, 16° 03′ O 11° 03′ 57″ N, 16° 08′ 17″ O         | Orango National Park |        | Carregar foto       |
| Área Marinha Protegida Comunitária das Ilhas de Urok | Q25211080 | 342655    | Marine Community Protected Area                |                             | 618.89  | 11° 31′ 19″ N, 15° 56′ 39″ O                              |                      |        | Carregar foto       |

## Região de Cacheu
| Nome                                      | Wikidata  | WDPA            | Tipo                               | data de criação ou fundação | Área   | Coordenadas                  | Categoria do Commons                      | Imagem | Carrega a tua foto!           |
| ----------------------------------------- | --------- | --------------- | ---------------------------------- | --------------------------- | ------ | ---------------------------- | ----------------------------------------- | ------ | ----------------------------- |
| Parque Natural dos Tarrafes do Rio Cacheu | Q3364592  | 33046 555626105 | sítio Ramsar parque natural parque |                             | 886.15 | 12° 18′ 00″ N, 16° 10′ 46″ O | Parque Natural dos Tarrafes do Rio Cacheu |        | Carregar foto · Carregar foto |
| Pelundo                                   | Q63353201 | 342657          | reserva de fauna                   |                             | 375.54 |                              |                                           |        | Carregar foto                 |
| Varela                                    | Q63353200 | 342656          | parque nacional                    |                             | 86.04  |                              |                                           |        | Carregar foto                 |

## Região de Gabu
| Nome                          | Wikidata  | WDPA         | Tipo                            | data de criação ou fundação | Área     | Coordenadas                  | Categoria do Commons | Imagem | Carrega a tua foto!           |
| ----------------------------- | --------- | ------------ | ------------------------------- | --------------------------- | -------- | ---------------------------- | -------------------- | ------ | ----------------------------- |
| Canquelifa                    | Q63353191 | 342661       | reserva florestal               |                             | 247.04   |                              |                      |        | Carregar foto                 |
| Ché Ché                       | Q63353202 | 342671       | área protegida                  |                             | 969.4    |                              |                      |        | Carregar foto                 |
| Fonte de agua quente de Cofra | Q63353216 | 342668       | monumento natural               |                             |          |                              |                      |        | Carregar foto                 |
| Gruta sagrada de Cabuca       | Q63353215 | 342667       | monumento natural               |                             |          | 12° 11′ 20″ N, 13° 59′ 02″ O |                      |        | Carregar foto                 |
| Ilha de Cofara                | Q63353209 | 11610        | reserva de caça                 | 1980                        |          |                              |                      |        | Carregar foto                 |
| Lagune de Wendu Tcham         | Q63353193 | 555626106    | sítio Ramsar                    | 2015                        | 149.7018 |                              |                      |        | Carregar foto                 |
| Montanha da Indipendencia     | Q63353217 | 342669       | monumento natural               |                             |          |                              |                      |        | Carregar foto                 |
| Muralha de Canjadude          | Q63353214 | 342666       | monumento natural               |                             |          |                              |                      |        | Carregar foto                 |
| Parque Nacional de Boé        | Q56347577 | 11609 342670 | reserva de caça parque nacional | 1980                        | 1315.05  |                              |                      |        | Carregar foto · Carregar foto |
| Parque Nacional de Dulombi    | Q61002042 | 33050        | parque nacional                 | 1991                        | 1770     |                              |                      |        | Carregar foto                 |
| Rochas de Nhampassare         | Q63353213 | 342665       | monumento natural               |                             |          |                              |                      |        | Carregar foto                 |

## Tombali
| Nome                         | Wikidata  | WDPA   | Tipo                            | data de criação ou fundação | Área        | Coordenadas                  | Categoria do Commons | Imagem | Carrega a tua foto! |
| ---------------------------- | --------- | ------ | ------------------------------- | --------------------------- | ----------- | ---------------------------- | -------------------- | ------ | ------------------- |
| Parque Nacional de Cantanhez | Q5033548  | 351088 | parque nacional reserva de caça | 2007-10-01 1980             | 1057.67 680 | 11° 15′ 53″ N, 15° 01′ 45″ O |                      |        | Carregar foto       |
| Rapidos de Cusselinta        | Q63353212 | 342664 | monumento natural               |                             |             |                              |                      |        | Carregar foto       |